# Шлеммер, Оскар
Оскар Шлеммер (нем. Oskar Schlemmer; 4 сентября 1888[…], Штутгарт — 13 апреля 1943[…], Баден-Баден, Республика Баден) — немецкий художник, скульптор, хореограф, педагог и театральный оформитель.

## Биография
Художественные работы Шлеммера охватывают огромный диапазон различных художественных стилей и направлений XX столетия, от форм геометрической абстракции и кубизма до классицизма в портрете или пейзаже. Приблизительно в 1913 году сформировалась основная тема его полотен — изображение человеческих фигур в геометрически абстрактной манере, которые выглядят на поверхности картины как некий причудливый орнамент. В созданных художником в 1914 году для Промышленной выставки в Кёльне произведениях настенной живописи ощущается влияние экспрессионизма.

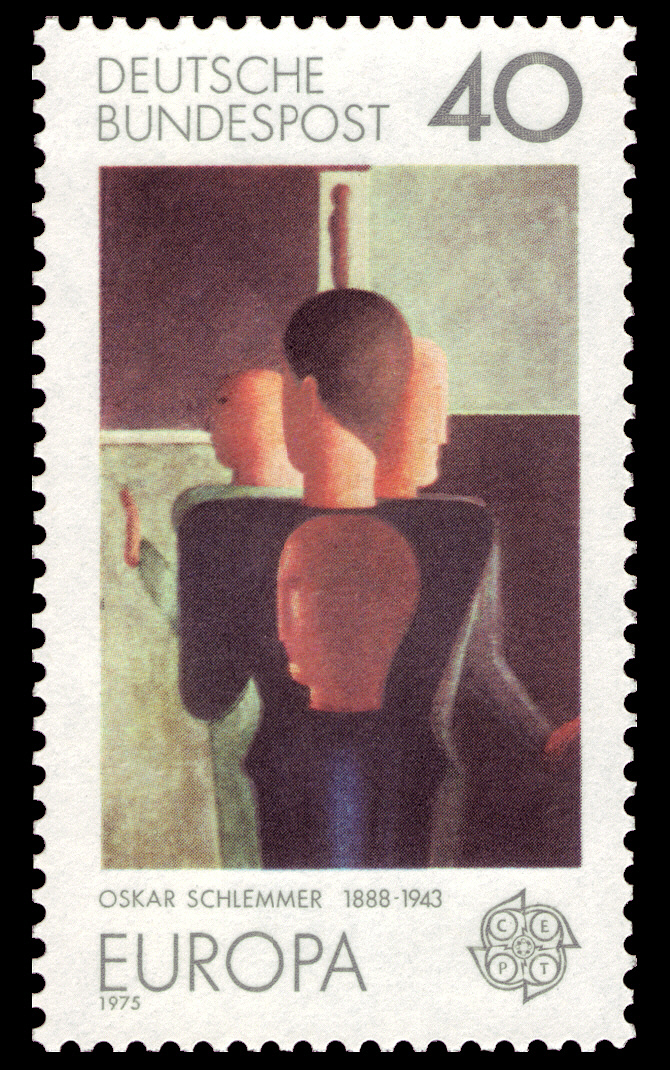
Марка с репродукцией картины О. Шлеммера

В 1920 году Оскар Шлеммер получил приглашение в Веймар, в Баухауз, где вначале руководит мастерской металлических изделий, а затем, с 1922 года — мастерской скульптуры. С 1923 года его художественный стиль подвергается сильному воздействию метафизической живописи (Pittura Metafisica). Число человеческих фигур на его картинах заметно уменьшается, они расположены на чётко разделённой поверхности полотна в некоем хореографическом построении, что является отражением универсальной гармонии. После приобретения в этот период ряда работ художника Национальной галереей Берлина и эссенским музеем Фолькванг к Шлеммеру пришли признание и известность. В Баухаузе он также известен как оформитель сцены и постановщик балетов. С 1929 по 1932 год Шлеммер являлся профессором в Бреславльской академии. 
После прихода к власти национал-социалистов в 1933 году контракт с Берлинской объединённой школой искусств был расторгнут. В этот период поменялась и художественный стиль мастера — формат произведений уменьшен, фигуры на них расположены ближе друг к другу, формы становятся мягче и более округлыми, изображены тёплыми, часто тёмными красками.
В 1937 году Шлеммеру было запрещено участвовать в художественных выставках, а пять его картин были выставлены на выставке «Дегенеративное искусство». Испытывая финансовые трудности, художник работал ремесленником в Штутгарте. Последняя его работа, серия «Оконные картинки» — 18 маленьких акварелей, с освещёнными окнами соседских домов.

## Картины

Картины Оскар Шлеммер
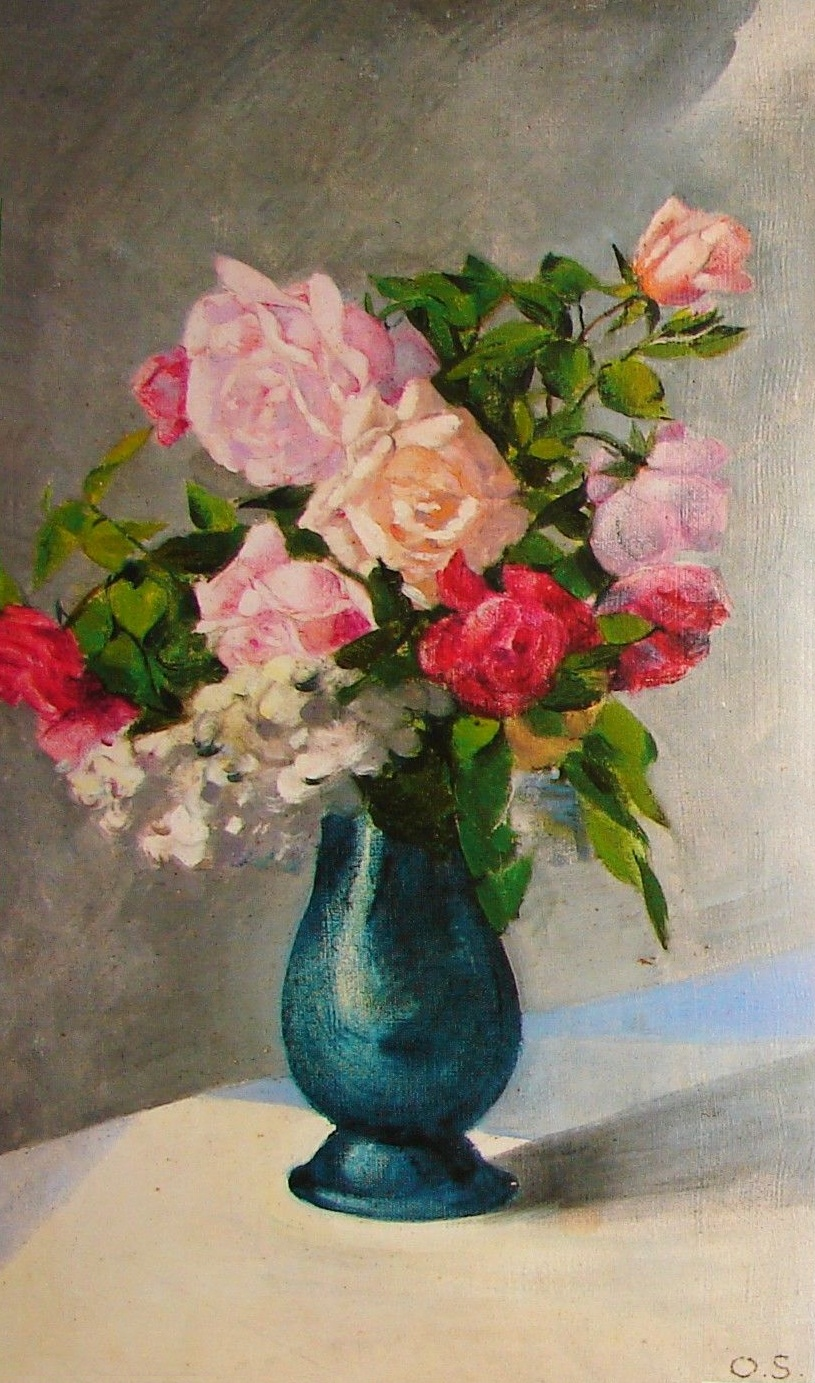
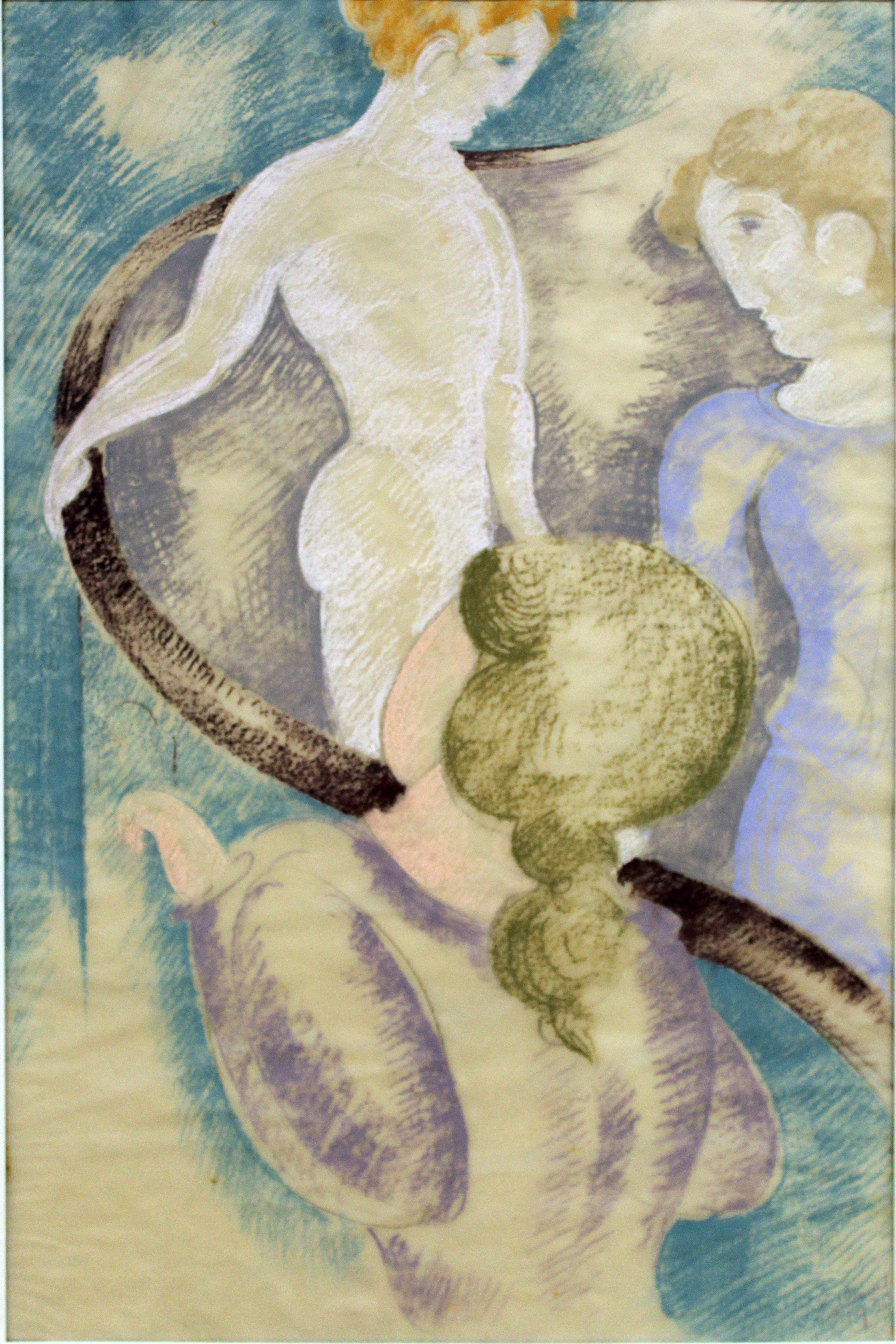
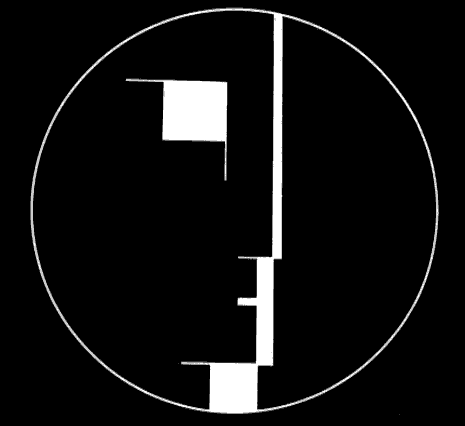
Логотип Баухауза
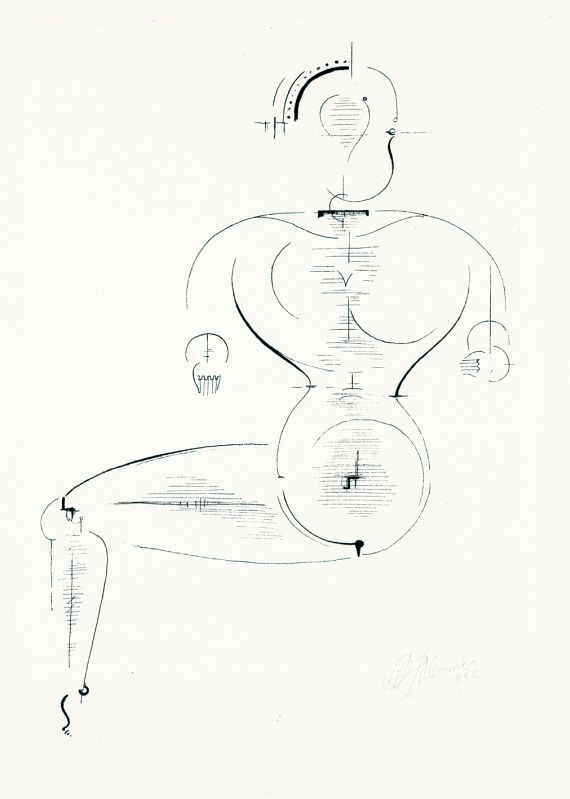
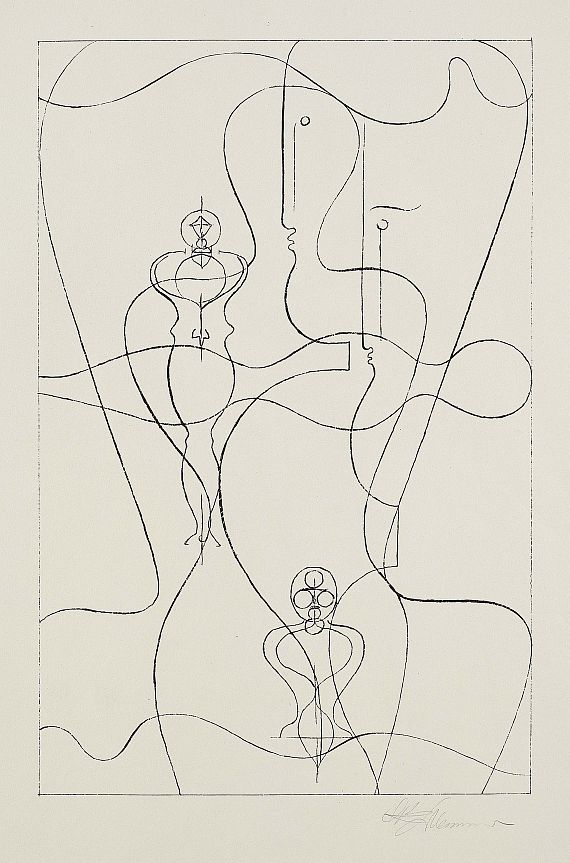
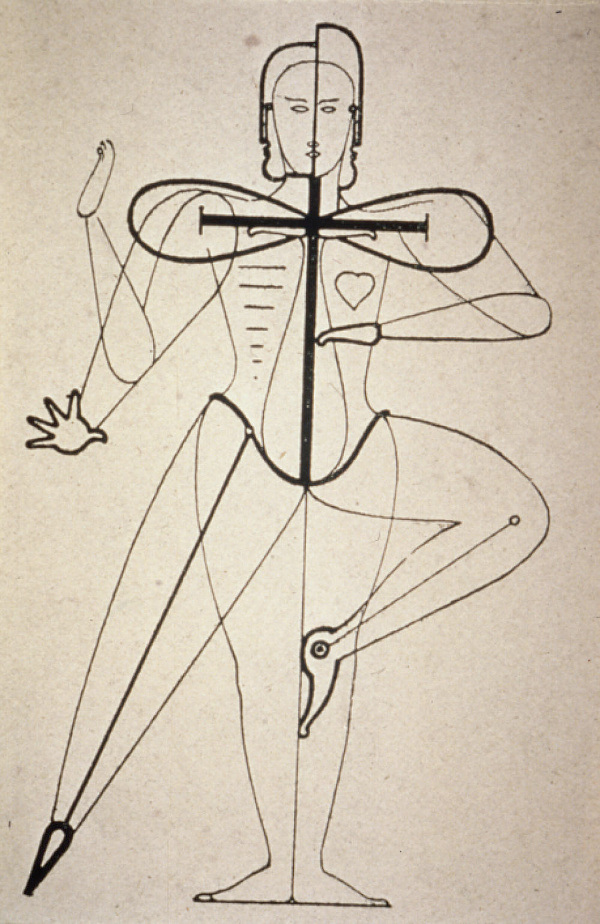
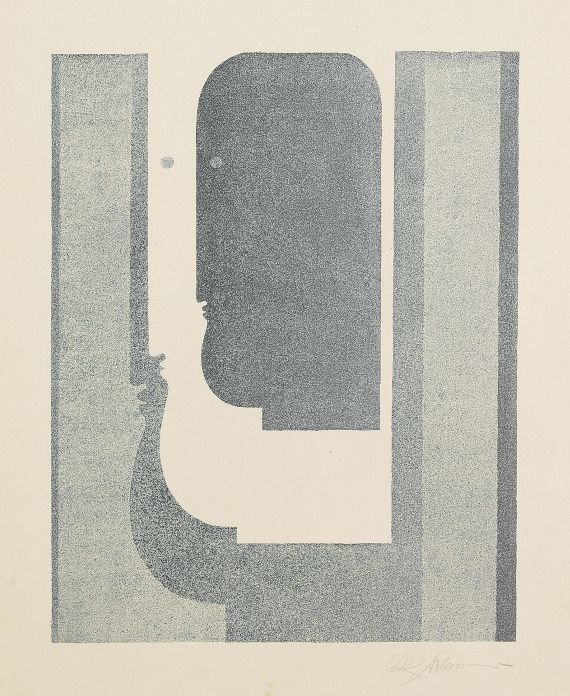
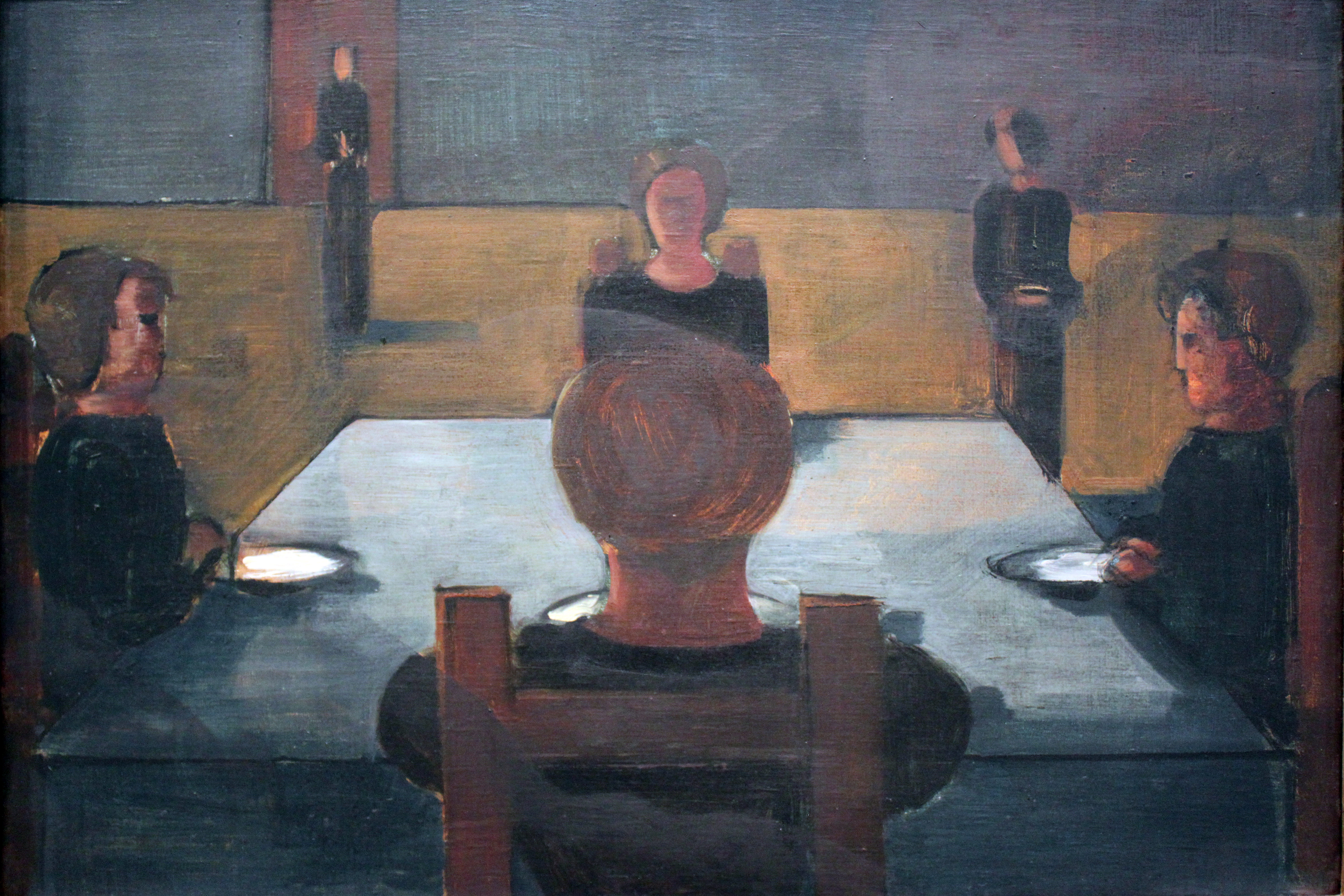
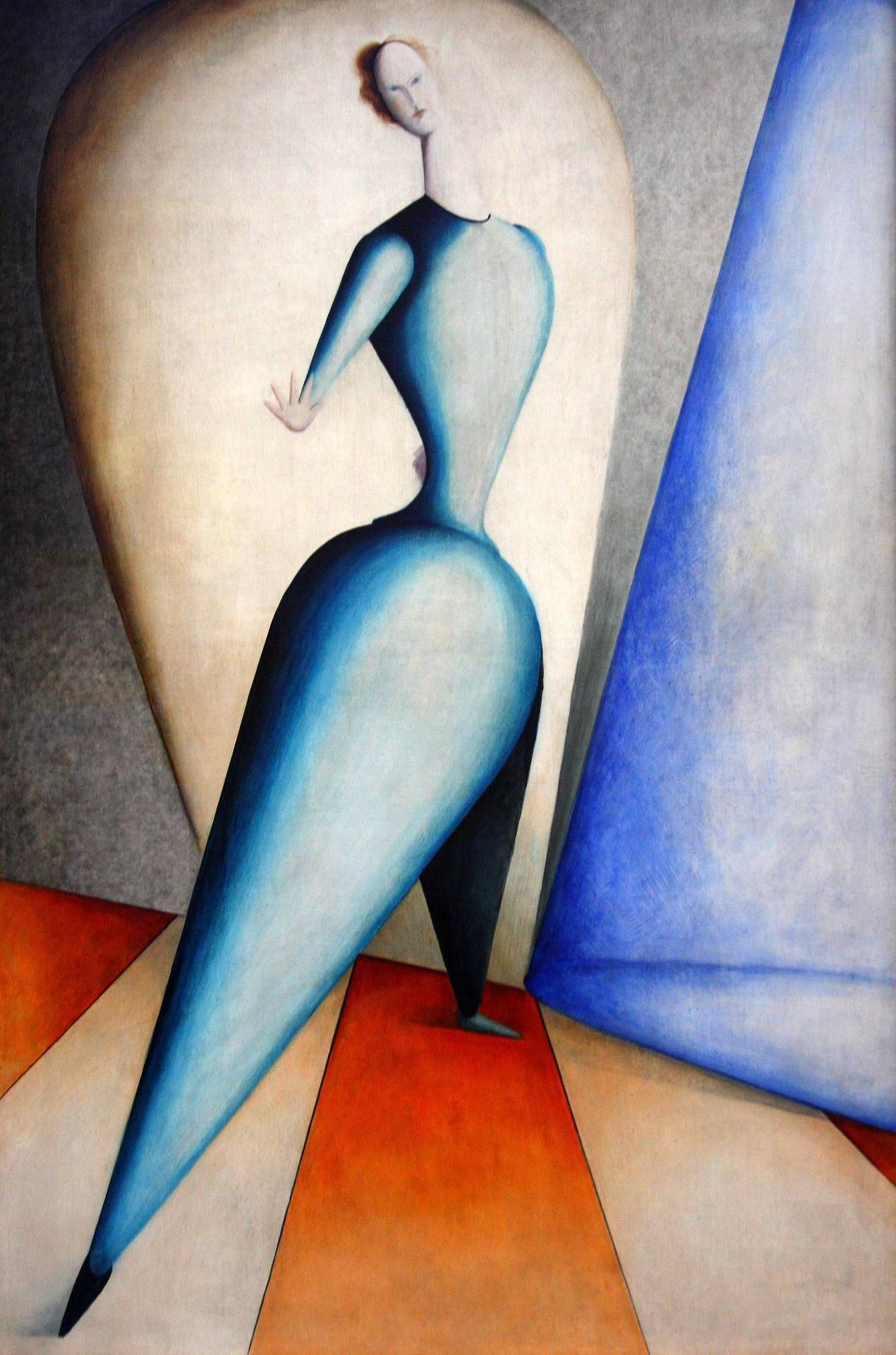
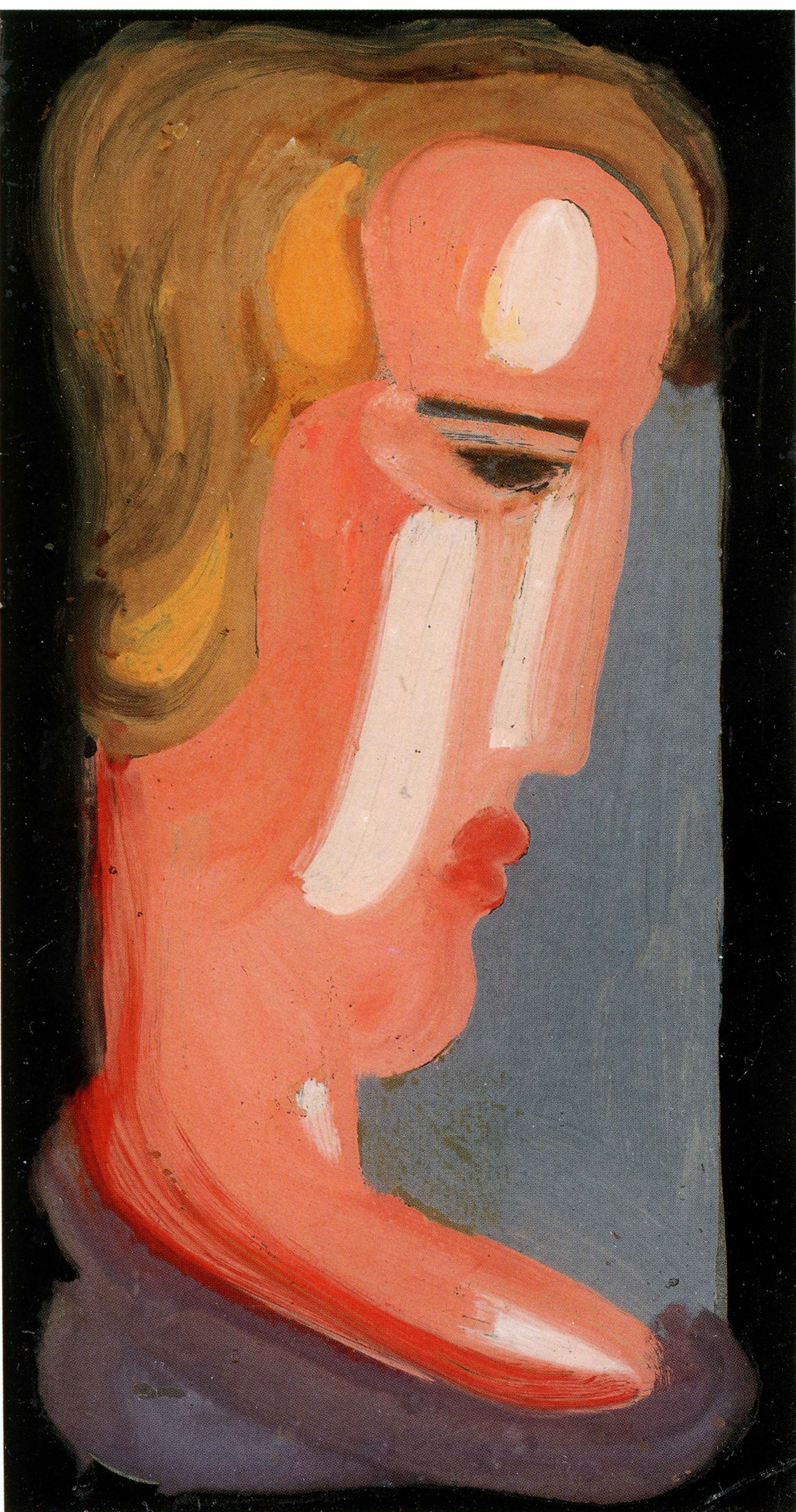
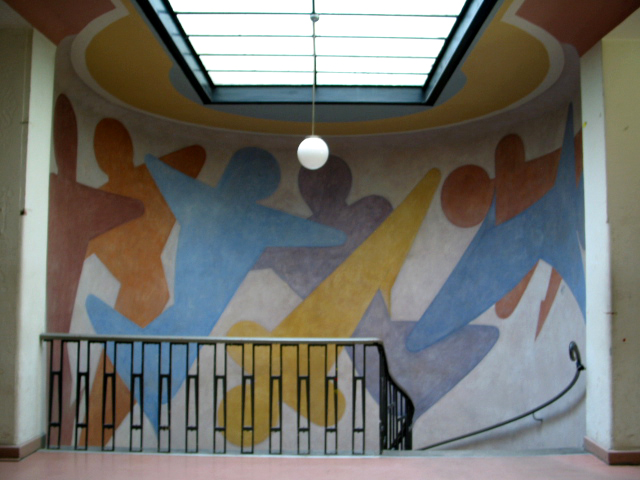